# Max Meyer (Radsportteam)
Max Meyer war ein italienisches Radsportteam, das von 1967 bis 1969 bestand.

## Geschichte
Das Team wurde 1967 von Gastone Nencini gegründet. Im ersten Jahr konnte zweite Plätze bei den Tre Valli Varesine und der Corsa Coppi, dritte Plätze beim Gran Premio Industria e Commercio di Prato und dem GP Valsassina, sowie Platz 4 bei Giro dell’Appennino, Platz 5 bei der Coppa Bernocchi und Platz 6 bei der Coppa Sabatini erreichen.  Im Folgejahr konnte das Team zweite Plätze beim Giro dell’Appennino, beim Gran Premio Città di Camaiore, beim GP Cemab, beim Giro della Toscana sowie dritte Plätze bei Mailand-Sanremo, beim Giro del Lazio, bei der Coppa Bernocchi, beim Giro del Ticino und beim Giro dell’Emilia erringen. 1969 war das vermutlich erfolgreichste Jahr des Teams. Neben den Siegen konnten zweite Plätze beim Giro d’Italia, der Trofeo Matteotti und dem GP Campagnolo erlangt werden. Außerdem wurden dritte Plätze beim Sassari–Cagliari, dem GP Valsassina sowie Platz 5 bei der Trofeo Baracchi und den Tre Valli Varesine erwirkt. Nach der Saison 1969 löste sich das Team auf.
Hauptsponsor war der gleichnamige italienische Farbenhersteller aus Mailand.

## Erfolge
1967
- eine Etappe Giro d’Italia
- Giro del Veneto

1968
- eine Etappe Giro d’Italia
- Tirreno–Adriatico
- Coppa Agostoni
- Gran Premio Industria e Commercio di Prato
- eine Etappe Vier Tage von Dünkirchen

1969
- eine Etappe und Bergwertung Giro d’Italia
- drei Etappen Vuelta a España
- Giro di Sardegna
- Mailand–Turin
- Trofeo Laigueglia

## Wichtige Platzierungen
| Grand Tour            | 1967 | 1968 | 1969 |
| --------------------- | ---- | ---- | ---- |
| Vuelta a EspañaVuelta | –    | –    | 37   |
| Giro d’ItaliaGiro     | 21   | 20   | 2    |

| Monument            | 1967 | 1968 | 1969 |
| ------------------- | ---- | ---- | ---- |
| Mailand–Sanremo     | 13   | 3    | 12   |
| Paris–Roubaix       | –    | 27   | –    |
| Lombardei-Rundfahrt | 24   | 10   | –    |

## Bekannte Fahrer
- Claudio Michelotto (1967–1969)
- Giorgio Zancanaro (1967–1969)
- Adriano Durante (1968)